# Partito Democratico Indonesiano di Lotta
Il Partito Democratico Indonesiano di Lotta  (in indonesiano Partai Demokrasi Indonesia Perjuangan, PDI-P) è un partito politico indonesiano di orientamento liberaldemocratico fondato nel 1998 ed il partito dell'ex presidente dell'Indonesia Joko Widodo.

Il partito è stato fondato ed è diretto da Megawati Sukarnoputri, 5º presidente dell'Indonesia dal 2001 al 2004 e figlia di Sukarno, uno dei padri fondatori della nazione indonesiana.

## Storia
Al Congresso Nazionale del Partito Democratico Indonesiano del 1993 Megawati Sukarnoputri venne nominata Presidente del partito, uno dei tre partiti politici riconosciuti dal Presidente Suharto e dal suo Nuovo Ordine. Tuttavia questa nomina non venne riconosciuta dal governo indonesiano, che continuò a esercitare pressioni affinché venisse eletto Budi Harjono, preferito a Megawati Sukarnoputri.

## Risultati elettorali
| Elezione          | Voti       | %      | Seggi     |
| ----------------- | ---------- | ------ | --------- |
| Parlamentari 1999 | 35.689.073 | 33,74% | 153 / 462 |
| Parlamentari 2004 | 21.026.629 | 18,53% | 109 / 550 |
| Parlamentari 2009 | 14.600.091 | 14,03% | 95 / 560  |
| Parlamentari 2014 | 23.681.471 | 18,95% | 109 / 560 |
| Parlamentari 2019 | 27.053.961 | 19,33% | 128 / 560 |

### Elezioni presidenziali
Alle elezioni presidenziali del 2004 sostiene la candidatura di Megawati Sukarnoputri, col risultato di 26,61% dei voti al primo turno e 39,38% al secondo turno, sconfitta da Susilo Bambang Yudhoyono.

Alle elezioni presidenziali del 2009 sostiene la candidatura Megawati Sukarnoputri che viene sconfitta al primo turno con il 26,79% dei voti contro l'avversario candidato Susilo Bambang Yudhoyono.

Alle elezioni presidenziali del 2014 il PDLI sostiene la candidatura di Joko Widodo che viene eletto al primo turno col 53,15% dei voti.
Alle elezioni presidenziali del 2019 il PDLI sostiene la candidatura di Joko Widodo che viene rieletto al primo turno col 55,50% dei voti